# Barbarakirche (Bytom)

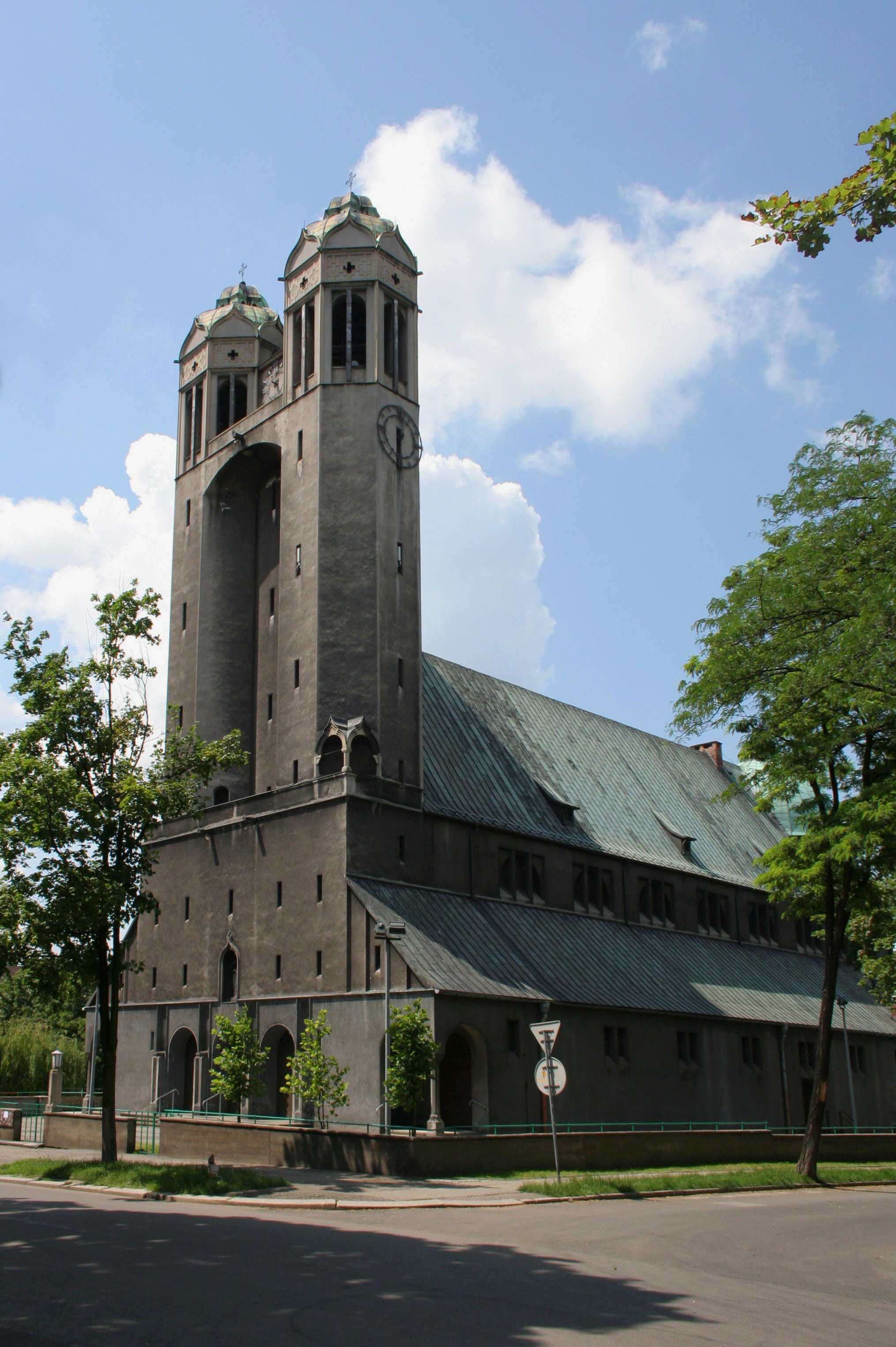
Die Barbarakirche

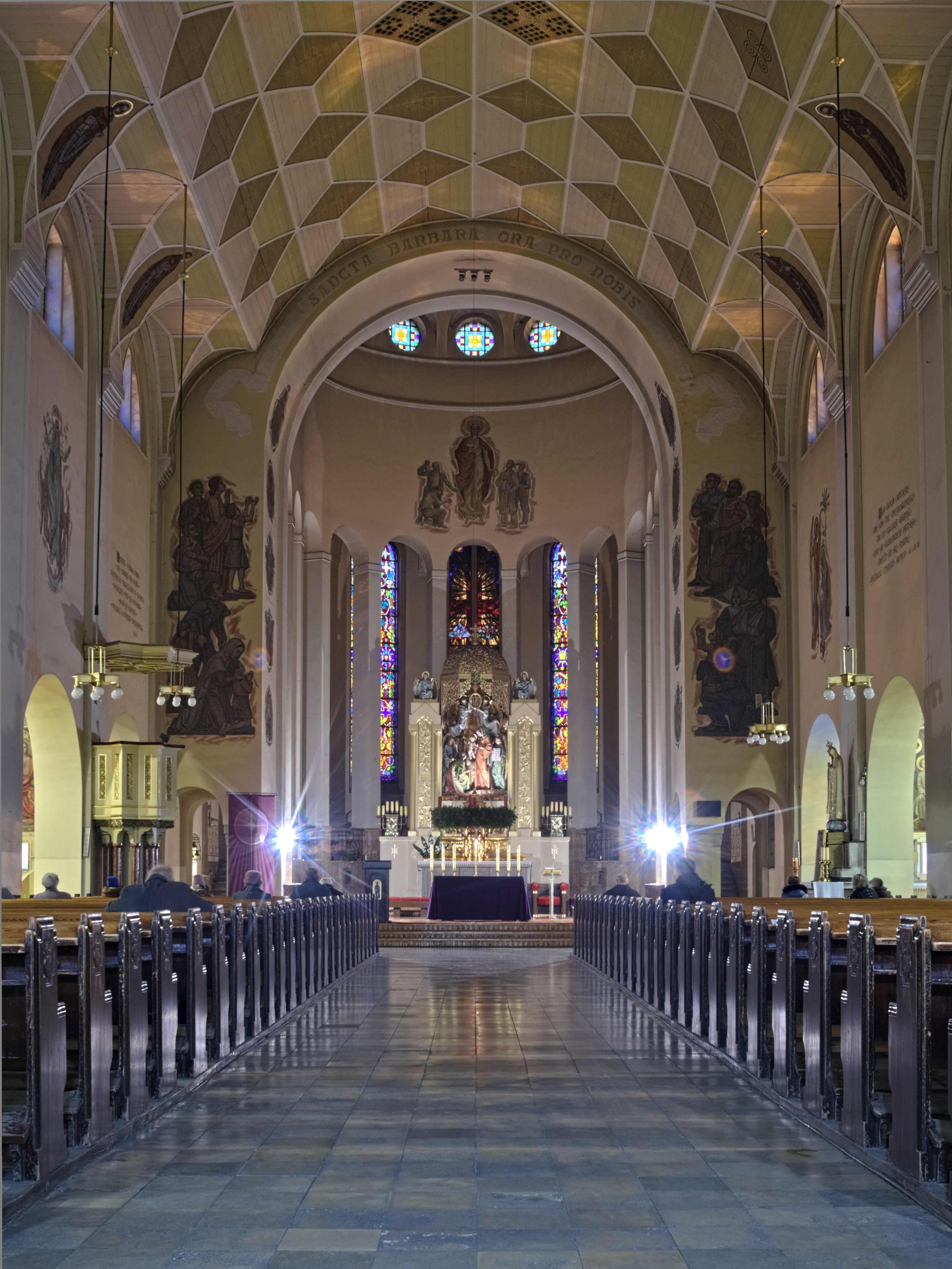
Innenansicht der Barbarakirche (2019)

Die Barbarakirche in Bytom (Beuthen OS) ist eine römisch-katholische Pfarrkirche der Kirchengemeinde St. Barbara. Sie ist im Stil der Moderne mit neoromanischen Einflüssen gestaltet worden, hat zwei miteinander verbundene Kirchtürme und befindet sich an der Straße ul. Czarneckiego. Sie ist der heiligen Barbara von Nikomedien geweiht, die besonders von Bergarbeitern verehrt wird.

## Geschichte
Initiator des Kirchenneubaus für das neue Wohngebiet im Norden der Stadt Beuthen war der Pfarrer der Marienkirche Josef Niestroj. Der Bau der Kirche begann 1928. Sie wurde nach den Plänen des Architekten Arthur Kickton unter der Bauleitung von Theodor Ehl errichtet. 1930 wurde der Bau fertiggestellt. Die Barbarakirche wurde am 10. Mai 1931 durch Kardinal Adolf Bertram geweiht, der der Kirche den Hauptaltar spendete. Am 28. April 1932 wurde die Pfarrgemeinde St. Barbara gegründet. 1937 wurde das Pfarrhaus errichtet. Anfang der 1990er Jahre wurde die Außenfassade erneuert.

## Ausstattung
Der hölzerne Hauptaltar wurde durch den Bildhauer Schreiner aus München geschaffen, die Seitenaltäre wurden von Anton Fogel hergestellt. Ferner besitzt die Kirche eine Orgel mit 65 Registern, die von der Firma Karl Berschdorf aus Neisse gebaut wurde. Die ursprünglichen Kirchenglocken wurden in der Zeit des Nationalsozialismus beschlagnahmt.